# Зента Бергер
Зента Бергер (нім. Senta Berger; нар.. 13 травня 1941, Відень, Австрія) — австрійська і німецька акторка та продюсерка.

## Біографія
Її батько був музикантом. Дівчинка вперше з'явилася на сцені у віці чотирьох років, батько акомпанував її співу на фортепіано. У п'ять років вона почала займатися балетом.
Потім почала брати приватні уроки акторської майстерності.
У 1957 році отримала свою першу невелику роль у кіно.
Навчалася у відомій акторській школі Макса Райнгардта у Відні.
У 1958 році вона стала наймолодшою актрисою віденського Театру в Йозефштадті.
Багато режисерів із задоволенням запрошували Зенту Бергер до своїх картин, але вона скоро втомилася від мюзиклів і в 1962 році вирушила до Голлівуду, де їй довелося попрацювати зі справжніми зірками.
Після одруження у 1966 році з Міхаелем Ферхевеном Зента народила двох дітей. Лише згодом повернулася до театральної діяльності. Вона успішно грала у віденському Бурґтеатрі, в Гамбурзі та в берлінському Театрі імені Шіллера.
У 1985—1986 роках знімалася в популярному німецькому пародійному телесеріалі Kir Royal — Aus dem Leben eines Klatschreporters («Кір Королевич — з життя скандального репортера», 1986). Далі були знімання в інших телесеріалах, включаючи «Комісар Рекс».
Тоді ж вона почала кар'єру співачки.
З лютого 2003 року Сента Бергер — президент німецької кіноакадемії.
Навесні 2006 року в Німеччині була опублікована її автобіографія.

## Родина
У 1963 році Бергер познайомилася з Міхаелем Ферхевеном, вони разом працювали над створенням фільму, а в 1966 році одружилися. Подружжя виховало двох синів.

## Фільмографія
- Прудка Герді
- Під підозрою
- Маєток Нанчерроу
- Красива я?
- Ніч ночей
- Комісар Рекс
- Три колонки в хроніці
- Океан
- Столична тварина
- Остання мазурка
- Літаючий диявол
- Два життя Маттіа Паскаля
- Портрет буржуазії в чорному
- Китайське диво
- Відень
- Де Сад
- Дитинство, покликання і перші досліди Джакомо Казанови, венеційця
- Якщо сьогодні вівторок, то це повинна бути Бельгія
- Незнайомці
- Самотні серця
- Він і любов у скляному будинку
- Стрибок ангела
- Коли жінки втратили хвости
- Мораль Рут Хальбфасс
- Мафія в білих халатах
- Людина без імені
- Пані та панове, на добраніч
- Надійно як у швейцарському банку
- Залізний хрест
- Жінка другої руки
- Ім'я для гри
- 1967 - Диявольськи Ваш
- Операція «Святий Януарій»
- Наша людина в Марракеші
- Меморандум Квіллера
- Маки - це теж квіти
- Відкинь гігантську тінь
- Дивись, як вони біжать
- Майор Данді
- Боб Хоуп представляє
- Діснейленд
- Переможці
- Джек і Дженні
- Шерлок Холмс і смертоносне намисто
- Таємниця чорного ящика
- Заповіт доктора Мабузі
- Диво батька Малахіаса
- Таємні шляхи
- Проблема з ліжком
- Агент мимоволі
- Я виходжу заміж за директора
- Бравий солдат Швейк
- Подорож
- Катя - некоронована цариця
- Украдене небо
- Паскудне дівча
- Заяча школа